# Amphiura bountyia
Amphiura bountyia är en ormstjärneart som beskrevs av Devaney 1974. Amphiura bountyia ingår i släktet Amphiura och familjen trådormstjärnor. Inga underarter finns listade i Catalogue of Life.